# Anneline Kriel
Anneline Kriel (ur. 28 lipca 1955 w Witbank) – Miss World 1974, reprezentująca Republikę Południowej Afryki. W konkursie zdobyła tytuł pierwszej wicemiss, jednak przekazano jej koronę, gdy zwyciężczyni, Brytyjka Helen Morgan, zrezygnowała po czterech dniach panowania. Była drugą Miss World pochodzącą z RPA.